# Francis Tresham
Francis Tresham (1567 circa – Londra, 23 dicembre 1605) è stato un nobile inglese, membro del gruppo di cattolici inglesi che pianificarono la Congiura delle polveri del 1605, una cospirazione per assassinare il re Giacomo I d'Inghilterra.
Nel 1601, Tresham si unì alla fallita ribellione del conte di Essex contro il governo e per questo venne imprigionato. Solo l'intervento della sua famiglia e il denaro del padre lo salvarono dalla condanna. Nonostante ciò, si impegnò in due missioni in Spagna per cercare sostegno ai cattolici inglesi (all'epoca duramente perseguitati) e, infine, si unì ai congiurati della Congiura delle polveri.
Secondo la sua confessione, Tresham si unì al complotto nell'ottobre del 1605. Il suo leader, Robert Catesby, gli chiese di fornire una grossa somma di denaro e l'uso di Rushton Hall, ma apparentemente Tresham non fornì nessuna delle due cose, dando invece una somma di denaro molto più piccola al collega cospiratore Thomas Wintour. Tresham espresse anche preoccupazione perché, se il complotto avesse avuto successo, due dei suoi cognati sarebbero stati uccisi. Una lettera anonima consegnata a uno di loro, William Parker, IV barone di Monteagle, giunse nelle mani del Segretario di Stato inglese, Robert Cecil, evento che alla fine si rivelò decisivo per il fallimento della cospirazione.
Gli storici sospettano da tempo che la lettera sia stata scritta da Tresham, un'ipotesi che non è stata ancora dimostrata. Catesby e Wintour avevano lo stesso sospetto e minacciarono di ucciderlo, ma lui riuscì a convincerli del contrario. Fu arrestato il 12 novembre e confinato nella Torre di Londra. Nella sua confessione, cercò di attenuare il suo coinvolgimento nel complotto, ma non menzionò mai la lettera. Morì per cause naturali il 23 dicembre 1605.